# Virupakshin hram
Virupakshin hram ili Pampapathi hram se nalazi u naselju Hampi, koji je nekada bio grad Vijayanagar, prijestolnica Vijayanagarskog Carstva. 
Virupakshin hram je potpuno očuvan u središtu ruševina, na Hampijskom bazaru, i dan-danas se koristi za vjerske obrede u naselju Hampi. Posvećen je bogu Šivi, koji je u Južnoj Indiji poznat kao Virupaksha, tj. suprug lokalne boginje Pampa koju se poistovjećuje s Tungabhadrom.
Hram je stariji je od Vijayanagarskog carstva i ima 49 metara visok piramidalni toranj iznad ulaza.
Svakog prosinca se u hramu slavi vjenčanje Virupakshe i Pampe, a u veljači se održava festival dvokolica.

## Poveznice
- Indijski hram